# Scapulaseius yarra
Scapulaseius yarra är en spindeldjursart som först beskrevs av Schicha och Corpuz-Raros 1992.  Scapulaseius yarra ingår i släktet Scapulaseius och familjen Phytoseiidae. Inga underarter finns listade i Catalogue of Life.